# موییجین
توییجین، روستایی از توابع بخش مرکزی شهرستان همدان در استان همدان ایران است.
در این روستا قلعه ای باستانی بنام قزقلعه واقعه شده است.اثار سنگ و ساروج در قسمت بالای قلعه قابل مشاهده می باشد.این روستا یکی از  ایالت جدا شده از حکومت اشوریان در سرزمین ماد به نام بیت کاری (منزلگاه مهاجران)به مرکزیت دژ کارکاشی بوده است و احتمالا در ۷۱۰ قبل از میلاد از ایالت خارخار یا کیشه شو جدا شده است.
در ماه نیسان سال ۶۷۳پیش از میلادخشثریتی کدخدای ده بیت کاری توانست با کمک مامی تیارشو کدخدای پیشین ده مادا و دوساننی کدخدای پیشین ده ساپاردا علیه اشور قیام کند و رهبری قبایل ماد را برعهده بگیرد و با براندازی حکومت اشور در این سه ایالت توانست دولت واحدپیش زمینه پادشاهی مستقل ماد را احیانماید منابع میخی اشوری بعد ازین تاریخ به جای نام سه ایالت مزبور از پادشاه مستقل ماد یاد میکنند مقر خشثریته کارکاشی به مرکزیت بیت کاری منزلگاه کاسیان نیز نامیده میشده است و محتملا دژ بابلیان در همین نقطه باشد در پیرامون نواحی مزبور قبایل کاسی عیلامی ارامی و مهاجران اشور زندگی میکردند و شاید بیت کاری به معنای منزلگاه مهاجران بخاطر سکونت مهاجران اشوری بوده است.

## جمعیت
این روستا در دهستان الوندکوه غربی قرار دارد و براساس سرشماری مرکز آمار ایران در سال ۱۳۹۵، جمعیت آن ۱۸۴۰ نفر (۵۷۹خانوار) بوده‌است.